# Auguste Arribat
Pour les articles homonymes, voir Arribat.
Auguste Arribat, né le 17 décembre 1879 à Sébrazac (Aveyron) et mort le 19 mars 1963 à La Crau (Var), est un prêtre salésien français, éducateur et directeur-fondateur de l’école Saint-Pierre de Villemur. Protecteur d'enfants et de familles juives durant la Seconde Guerre mondiale, il reçoit le titre de Juste parmi les nations en 1996. Le 9 juillet 2014, le pape François le déclare vénérable.

## Biographie

### Formation et débuts
Né au sein d’une famille nombreuse, modeste et rurale du Rouergue, il passe toute sa jeunesse à Trédou, un hameau de la commune de Sébrazac, où il travaille aux champs. Il entre en classe de 6e à l'âge de 18 ans, à l'école Don Bosco de Marseille, puis il se prépare à la vie salésienne au patronage Montéty de Toulon. 
En 1903, il part au noviciat salésien en Italie et revient comme éducateur à Marseille et à l'institut Saint-Joseph La Navarre de La Crau.
Il est finalement ordonné prêtre le 20 décembre 1912, à Marseille. 
Dès 1915, il est envoyé au front comme infirmier. Son héroïsme lui vaut alors de recevoir la croix de guerre.
Au terme de la guerre, il sert auprès des apprentis à Nice durant 6 ans, il est nommé directeur de La Navarre en 1931 et curé de la paroisse Saint-Isidore de Sauvebonne, où il reste durant trois ans. En raison de sa grande piété et de sa charité, les paroissiens le surnomment le « saint de la vallée ». À partir de 1934, il devient directeur à Morges, en Suisse, puis à Millau, dans l'Aveyron.

### Seconde guerre mondiale
Il est ensuite envoyé à Villemur-sur-Tarn, en Haute-Garonne, afin d'y créer l’École Saint-Pierre, un pensionnat salésien pour garçons, qui ouvre le 1er octobre 1942. Parmi ses élèves, il cache et éduque six enfants juifs dont les parents ont fui Paris, occupée par les Allemands. Il héberge également d’autres familles juives dans une ferme isolée appartenant à l’école.
En avril 1944, la 2e division SS Das Reich réquisitionne l’école pour en faire sa salle d'opérations et sa caserne. Le père Arribat discute alors fermement avec les SS pour que l’école puisse continuer d'exister. Impressionnés par son sens du devoir, les Allemands lui affectent quelques dépendances, qu’il aménage en salles de classe. 
En juin 1944, après des jours de recherche, un jeune juif qu'il protégeait est retrouvé mort dans un fossé, à La Magdelaine-sur-Tarn. Les risques s'amplifient mais le père Arribat n'hésite pas à héberger une famille juive, composée de sept personnes dans l’internat du collège. Il offre également régulièrement sa chambre et son lit aux confrères de passage, pendant qu'il passe la nuit sur un fauteuil ou dans sa chapelle.

### Fin de vie
En 1953, il revient définitivement à l'institut La Navarre.
D’une très grande piété et d'une grande humilité, le P. Arribat continue de balayer la cour de l’école et de faire le ménage malgré sa vieillesse et sa retraite. Il continue également de donner des cours de catéchèse, mais il passe la majeure partie de son temps à recevoir les jeunes et à les conseiller.
Il passe également des nuits entières à veiller les salésiens âgés et malades . On lui attribue également des guérisons miraculeuses.
Il meurt finalement le 19 mars 1963, à La Crau.

## Postérité
Le 22 janvier 1996, l'association Yad Vashem lui décerne le titre de Juste parmi les nations et lui reconnaît officiellement le sauvetage de quatre personnes,.
Son procès en béatification est ouvert le 18 mars 1995 au sein du diocèse de Fréjus-Toulon. Il reçoit ainsi le titre de Serviteur de Dieu.
Le 9 juillet 2015, après avoir reçu en audience privée le cardinal Angelo Amato, préfet de la Congrégation pour les causes des saints, le pape François autorise la publication d’un décret reconnaissant les vertus héroïques du père Arribat. Il est ainsi déclaré « vénérable ».